# Fahrenheit
     Țări care folosesc scara Fahrenheit
     Țări care folosesc atât scara Fahrenheit, cât și Celsius
     Țări care folosesc scara Celsius

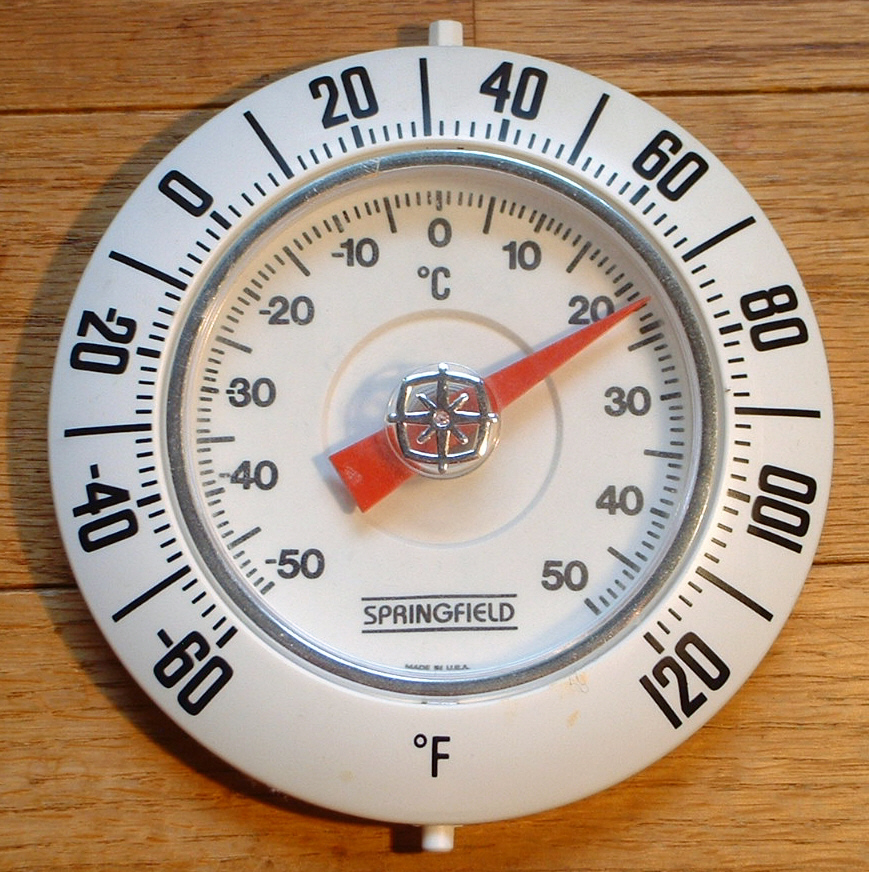
Termometru cu unități Fahrenheit pe scara exterioară și unități Celsius pe scara interioară

Scara Celsius și scara Fahrenheit

Țări care folosesc scara Fahrenheit
Țări care folosesc atât scara Fahrenheit, cât și Celsius
Țări care folosesc scara Celsius

Fahrenheit  este o scară de temperatură utilizată în cadrul sistemului anglo-saxon de unități de măsură. Gradul Fahrenheit, notat cu °F, este unitatea de măsură a temperaturii și diferenței de temperatură pe această scară.
Scara Fahrenheit a fost propusă în 1724 de către fizicianul Daniel Gabriel Fahrenheit și numită după acesta. Astăzi scara Fahrenheit a fost înlocuită de scara Celsius în cele mai multe țări care au adoptat S.I.. Este încă folosită în scopuri non-științifice în Statele Unite și alte câteva state, cum ar fi Bahamas, Belize și Palau.
Se crede că Fahrenheit a luat ca punct 0 al scalei lui, temperatura la care un amestec masic echivalent de gheață și sare se topește și 100 (96 de fapt) temperatura internă a corpului uman. În mod foarte practic, acesta a divizat succesiv intervalul obținut la numere pare (întâi la 12 și apoi la 8), fapt care face facilă realizarea practică a scărilor gradate pentru termometre, tot așa cum facil e și lucrul cu țoli (sau alte câteva unități de măsura nonzecimale), la care până și cea mai mică diviziune o poți obține prin simple „îndoiri” (împărțiri în două) repetate. 
Formula de conversie a unei temperaturi date din grade Celsius în grade Fahrenheit (și invers) derivă din aplicarea unei reguli de trei (ținând cont, firește, de decalaj) al punctelor de echivalență binecunoscute, anume 32°F = 0°C și 212°F = 100°C.